# لینزی هویل
لینزی هویل، نام کامل: سر لینزی هاروی هویل (به انگلیسی: Sir Lindsay Harvey Hoyle)، سیاستمدار بریتانیایی و عضو مجلس عوام بریتانیاست که از ۴ نوامبر ۲۰۱۹ به عنوان رئیس مجلس عوام برگزیده شد.

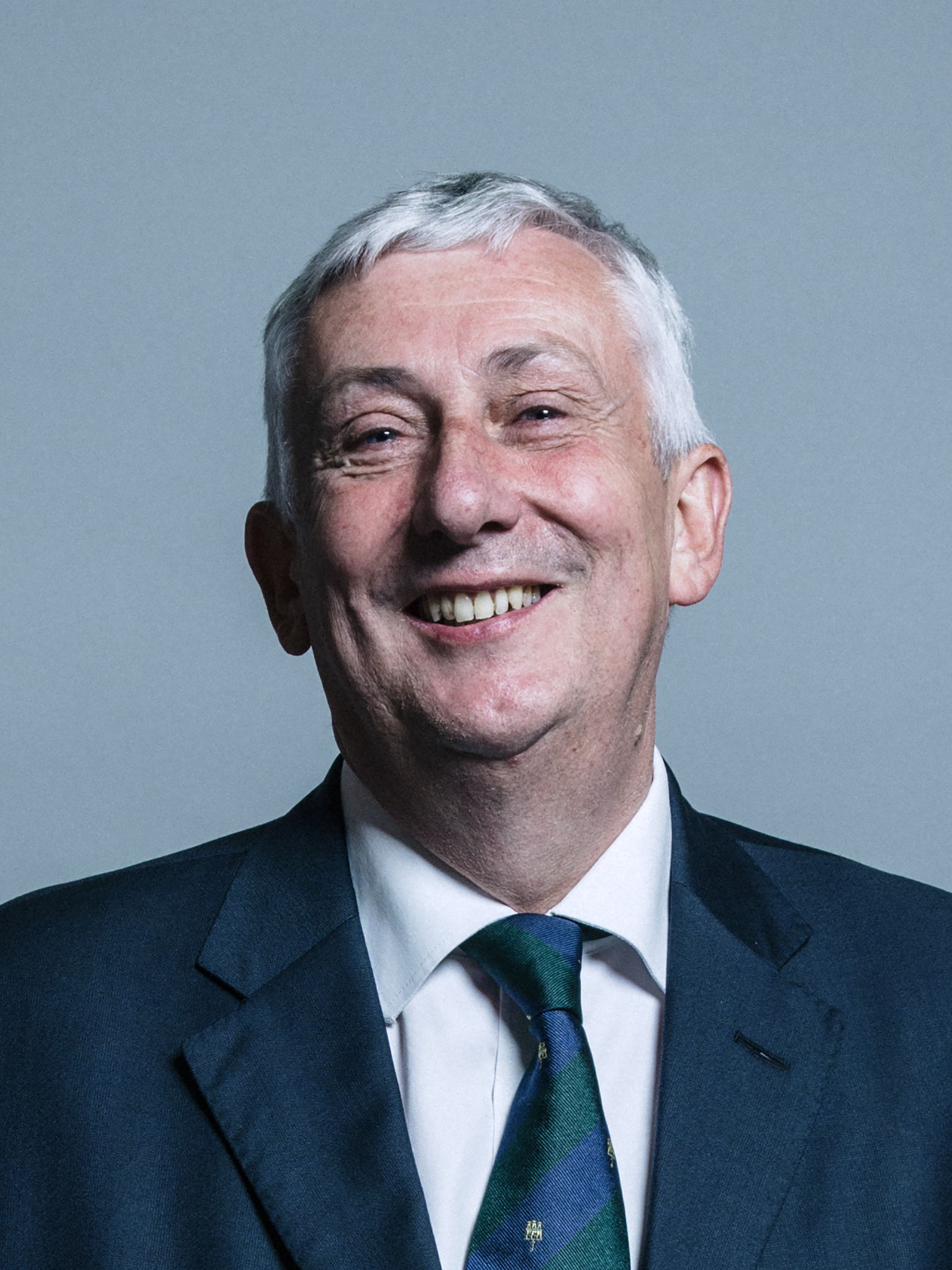
سر لینزی هویل

## زندگی شخصی
سر هویل زاده ۱۰ ژوئن ۱۹۴۷ در منطقه لنکشر انگلستان است.
پدرش داگ هویل، عضو مجلس نمایندگان از حزب کارگر (زاده ۱۹۳۰) و مادرش پالین اسپنسر (درگذشته در ۱۹۹۱) بود.
او در شهر بالتن از توابع منچستر بزرگ به مدرسه و کالج رفت و پیش از اینکه وارد پارلمان بریتانیا شود، در صنعت نساجی، کسب و کار شخصی خودش را داشت.

## حرفه سیاسی
لینزی هویل در سال ۱۹۸۰ میلادی از در منطقه چورلی در جنوب انگلستان در انتخابات شورای محلی به نمایندگی از حزب کارگر شرکت کرد و پیروز شد.
در انتخابات سراسری سال ۱۹۹۷ بریتانیا، هویل به نمایندگی از حزب کارگر در حوزه انتخابیه چورلی به رقابت پرداخت و با اکثریت ۷۶۲۵ رای پیروزی شد. این نخستین پیروزی حزب کارگر در حوزه انتخابیه چورلی در طول ۱۸ سال بود.

## ریاست مجلس عوام
در آغاز ماه نوامبر سال ۲۰۱۹ میلادی و با کناره‌گیری جان برکو از ریاست مجلس، یکی از نامزدهای جانشینی او، سر لینزی هویل بود که از مجموع ۵۴۰ رای، ۳۲۵ رای را از آن خود کرد و رئیس (اسپیکر) مجلس عوام بریتانیا شد.